# Hoplochaitophorus spiniferus
Hoplochaitophorus spiniferus är en insektsart. Hoplochaitophorus spiniferus ingår i släktet Hoplochaitophorus och familjen långrörsbladlöss. Inga underarter finns listade i Catalogue of Life.